# Большое (озеро, Торошинская волость)
Большое или Крипецкое — озеро в Торошинской волости Псковского района Псковской области. Расположено к северо-востоку от Пскова и к юго-востоку от Крыпецкого монастыря.
Площадь — 1,9 км² (187,6 га). Максимальная глубина — 3,0 м, средняя глубина — 1,6 м.
Проточное. Относится к бассейну реки Пскова, притока Великой.
В 3 — 4 км к юго-востоку расположены деревни Крипецкое-1 и Крипецкое-2.
Тип озера плотвично-окуневый. Массовые виды рыб: щука, плотва, окунь, ерш, карась, вьюн, красноперка, язь.
Для озера характерны: илисто-торфяное дно; сплавины; бывают заморы. В прибрежье — болото, торфоразработки; подъезда к озеру нет.